# Kamcsatka
Kamcsatka (oroszul полуостров Камчатка) Oroszország távol-keleti részén fekvő, közel 1250 kilométer hosszú félsziget a Csendes-óceánban. Területe lényegében megegyezik Oroszország Kamcsatkai határterület nevű alkotórészével. A félsziget a Pacifikus-hegységrendszer tagja, komoly vulkáni működés figyelhető meg itt.

## Természetföldrajza

Domborzati térképe

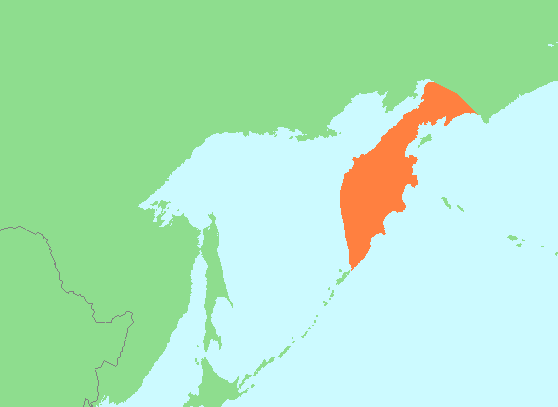
Kamcsatka félszigete

Kamcsatka 270 000 km²-es területével az egyik legnagyobb kelet-ázsiai félsziget, amely a Csendes-óceán két melléktengerét, a Bering-tengert és az Ohotszki-tengert választja el. A félsziget dél felé való természetes meghosszabbítása a Kuril-szigetek, illetve a japán szigetvilág. Legnagyobb városa, Petropavlovszk-Kamcsatszkij a világ legnagyobb természetes kikötőjében, az Avacsa-öbölben fekszik.
A Pacifikus-hegységrendszer részeként mintegy kétmillió éve alakult ki, amint a Csendes-óceáni kőzetlemez az Eurázsiai kőzetlemez alábukott, ezáltal erős vulkáni tevékenységet létrehozva a környéken. A tektonikus mozgás korunkban is észlelhető, így a Csendes-óceán környékét ölelő úgy nevezett „Tűzgyűrű” részeként Kamcsatkát aktív vulkáni tevékenység és földrengések jellemzik.

### Leghosszabb folyói
- Kamcsatka – 758 km[1]
- Penzsina – 713 km
- Talovka (a Kujul-lal együtt) – 458 km
- Vivenka  – 395 km
- Enicsavajam – 311 km
- Oklan – 304 km
- Tyigil  – 300 km

## Természeti értékei
Kamcsatka több különleges természeti képződménynek ad otthont. 160 vulkán található a területén, melyek közül 29 aktív. A világörökség részévé ezek közül 19-et soroltak be. A legmagasabb a Kljucsevszkaja Szopka (4750 méter), míg a legaktívabb a Kronockaja Szopka vulkán. A három leglátogatottabb a Petropavlovszk-Kamcsatszkijhoz közelebb fekvő Korjakszkaja Szopka, Avacsinszkaja Szopka és Kozelszkij-vulkánok. A félsziget közepén fekszik a Gejzírek völgye, amely az eurázsiai kontinens egyetlen ilyen képződménye.
A félsziget több ritka élőlénynek is otthont ad. A kamcsatkai barna medve, a havasi kecske, a coboly, a pézsmapocok, a rozsomák, a szirti sas és a vadászsólyom fajok nagy egyedszámmal rendelkeznek itt. Továbbá a legnagyobb sasféle, az óriásrétisas is itt költ. A félsziget partjainál nagy számú kékbálna populáció is él. A szintén Kamcsatkán található Kurilszki-tavat a legnagyobb eurázsiai lazacívó helyként tartják számon. A természeti értékekben a legtöbbet a Parancsnok-szigetek őriztek meg, amely rezervátumként működik.

## Története

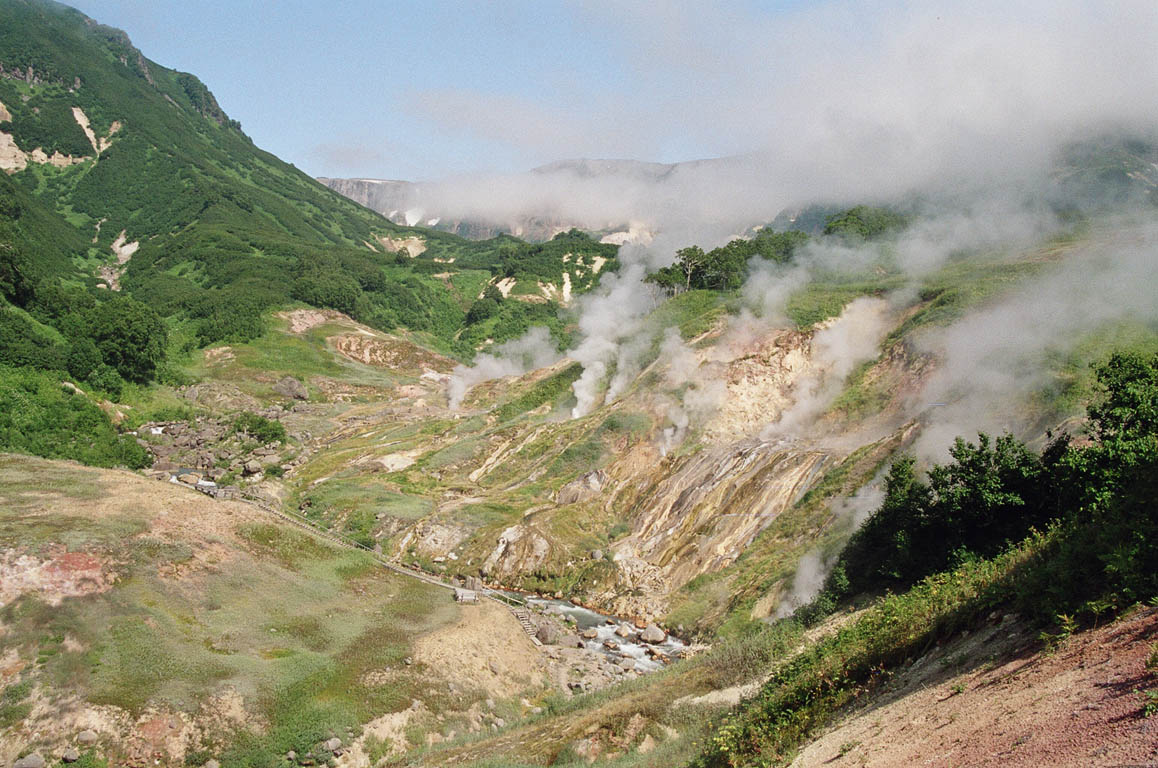
A Gejzírek völgye

Régészeti leletek szerint mintegy 15 ezer éve lakott a félsziget. Az ekkor élt vadászó-gyűjtögető életmódot folytató emberek föld alatti vájatokban vészelték át a zord telet.
A mai mongoloid őslakosok (aleutok, csukcsok, eszkimók, kamcsadálok és korjákok) elődjei mintegy 10 ezer éve jelentek meg Kamcsatkán, és immár a vadászás mellett háziállat (kutya, ló) tartással is foglalkoztak.
A kamcsadálok a félsziget nyugati felére költöztek, ahol letelepedett életet folytattak. A korjákok és a többi eszkimó népcsoport az északi területeken nomád állattartással foglalkoztak, valamint barna medve és tengeri emlősök vadászatából éltek.
Az oroszok a 17. században fedezték fel a területet. Az 1600-as években Ivan Kamcsatij, Szemjon Gyezsnyov és Ivan Rubec felfedezők látták meg először a leírásuk alapján „tüzes földet”, ahol nagy számban lehetett vadat és halat találni.
1697-ben Vlagyimir Atlaszov, az északabbi anadiri területek telepese egy 135 fős, kozákokból és jukagírokból álló csapatot küldött a félsziget feltárására. 1704 és 1706 között két erődítményt (Nyizsnye- és Verhnye-Kamcsatszkij) építettek a Kamcsatka folyó völgyében, amelyek később a szőrmevadászok fontos cserekereskedelmi állomásaivá váltak. Távol uraiktól a kozákok elhatalmasodtak az őslakos kamcsadálok felett. Ezért Jakutszkból utasították Atlaszovot a rend helyreállítására, aki csapatával ágyúkkal felszerelve a kozákok ellen vonult, ám 1711-ben az ottani harcokban megölték.
A helyi kozákok ekkor érték el a terület autonómiáját, mely alapján Jakutszknak minimális beleszólása lehetett a terület ügyeibe, a hatalmat a mintegy 500 fős kozák lakosság gyakorolta. Ők sűrűn összetűzésbe kerültek a helyi lakossággal, amely fellázadt elnyomásuk ellen. A legsúlyosabb lázadás 1731-ben történt, amikor Nyizsnye-Kamcsatszkij telepet a helyiek letámadták és védőit lemészárolták. A helyi lakosság nagy számban fogyatkozott, lélekszámuk az eredeti mintegy 20 ezer főről az 1750-es évekre 8000 főre csökkent.
1740-ben a dán felfedező, Vitus Bering a félsziget déli részén megalapította Petropavlovszk-Kamcsatszkijt, és egyben a világ számára is ismertté tette a félsziget tudományos értékeit. Az elkövetkező évtizedekben az orosz hatalom ösztönözte az orosz lakosság ideköltözését, így a 19. század elejére már mintegy 2500 orosz lakott Kamcsatkán, miközben az őslakosság száma mindössze 3000 főre esett vissza.
1854-ben a krími háború keretében harcoló francia és brit csapatok támadták meg Petropavloszkot, teljesen elpusztítva azt. Később a tengeri kikötő tovább vesztett jelentőségéből, amikor az autonómiát megszüntetve Kamcsatkát a Tengermelléki régióba sorolták, illetve amikor a hadikikötőt áthelyezték Uszty-Amurba. Így az oroszok hatalmának csökkentével az őslakosok száma 5000 főre növekedett. Alaszka 1867-es eladásával tranzitkikötői szerepe erősödött meg, az orosz-amerikai kereskedelem egyik színtere lett.

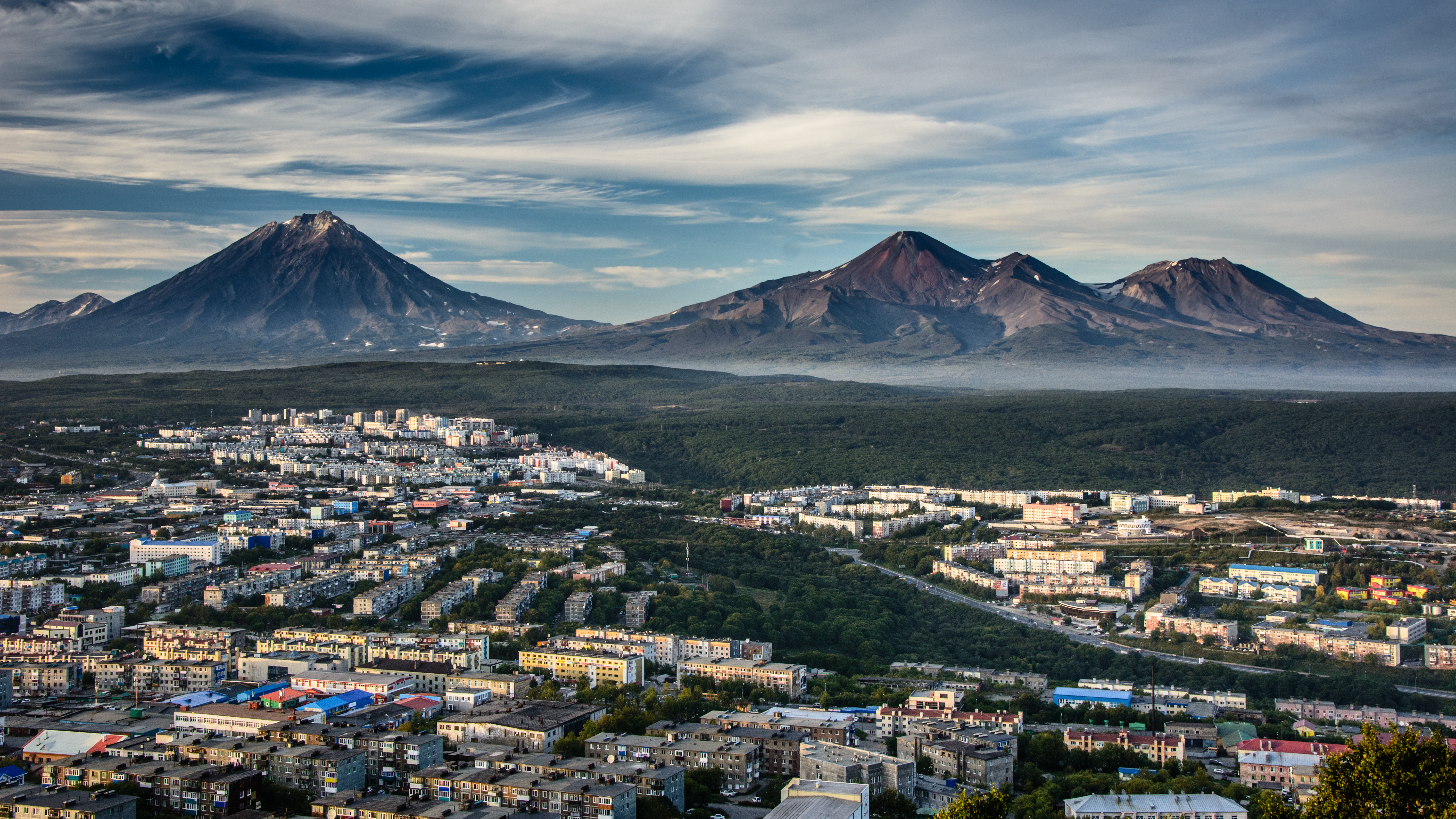
Petropavlovszk-Kamcsatszkij

1905-ben az orosz–japán háború során Japán elfoglalta Petropavlovszkot és egészen 1922-ig megtartotta a félsziget déli részét, amikor a Vörös Hadsereg elfoglalta és a Szovjetunióhoz csatolta a területet.
A második világháborúban kevés hadicselekmény történt itt, bár innen indult a Kuril-szigetek felszabadítására irányult hadjárat. A hidegháborúban azonban katonai területté nyilvánították, ideköltöztették a szovjet tengerész flottát, és a szovjet hadsereg rakétakísérleteit végezték itt. Ennek során nehézfémekkel és nukleáris sugárzással szennyeződött a terület. Oroszok számára 1989-ig, külföldieknek 1990-ig zárt terület volt.
2006 áprilisában egy földrengéssorozat rázta meg, amely során Richter-skála szerint 7,2-es földmozgást mértek. Az anyagi kár jelentős, ám erősségben elmaradt egy 1737-es 9,2-es és egy 1952-es 9,0-s erősségű rengéstől.

## Népessége
Kamcsatka egyike Oroszország legritkábban lakott vidékeinek, népsűrűsége nem éri el az 1 fő/km²-t. Az összlakosság közel 40%-a él Petropavlovszk-Kamcsatszkijban, nagyrészt oroszok.
Mintegy tízezer főnyi őslakos él jelenleg elsősorban a félsziget Petropavlovszktól távol eső részein. Többségük az északon élő korják vagy even nemzetiséghez tartozik. Kis számú kamcsadál és aleut, illetve csukcs nemzetiségű csoportok is élnek a félszigeten. Leginkább barna medve vadászatából, halászatból és prémkereskedelemből élnek.